# قائمة شخصيات ون بنش مان

## الشخصيات الرئيسية
سايتاما

هو بطل الرواية واقوى شخصية في سلسلة الانمي والمانغا، وهو شاب اصلع بالغ من العمر ال25 سنة متوسط الطول والوزن، يقوم بأداء دور البطل كهواية، وسبب قوته الضخمة وشبه مطلقة هي تدربه كثيرا لمدة ثلاث سنوات بجد تام وراحة قليلة ليصبح بطلا قويا جدا ذو قوة وسرعة تمكنه من هزيمة جميع خصومه بلكمة واحدة، وبجوار قوته الكبيرة يمتلك قدرة عالية على القفز تصل لدرجة التنقل بين الكواكب وسرعة تكاد ان تصل لسرعة الضوء، التحق سايتاما بجمعية الابطال الخارقون مع تلميذه الجديد جينوس والذي يتخده كمعلم له صنف سايتاما في اثناء وجوده في الجمعية كبطل من من الرتبة C برغم من قوته الكبيرة جدا، ثم انتقل لرتبة B بعد هزيمته لملك اعماق البحار، يلقب بالرأس الاصلع نتيجة فقدانه لشعره وهذا اللقب يغضبه، تتميز صفاته بكونه شخص متواضع يمارس حماية مدينته ومدن المجاورة لها بدون دافع الشهرة رغم أن غالبية سكان مدينته لا يعلمون أنه من ينقذهم ويحميهم من وحوش وكوارث كافية لمحوهم من على وجه الأرض وهذا يحزنه.

جينوس

شاب ذو هيئة سايبورغ شعره أشقر، بالغ من العمر 19 عام، أول تلميذ لسايتاما، قتلت عائلته وهو صغير وبعد ان أصبح بسن ال15 سنة تحول إلى سايبورغ مقاتل لانتقام لمقتل عائلته من خلال تحقيق العدل، امضى فترته قبل التعرف على استاذه الجديد يهزم الوحوش التي تهاجم المدن من اجل سلامة البشر، إلى ان التقى سايتاما والذي انقذه من الفتاة البعوض (إحدى شخصيات الشريرة) بعد اقتراب خسارته وقلة فرصه للفوز، وقد تعلق جينوس بسايتاما واعجب به نتيجة رؤيته لقوة سايتاما الضخمة والتي تمثلت في لكمة واحدة ابعدت الفتاة لمسافة خيالية فطلب جينوس منه ان يكون تلميذه فاصبح يعتبره كمعلم له، يتميز جينوس بذكائه العالي والمتطور باستطاعته تحليل وتفسير المواقف والامور بسرعة تامة، بالإضافة إلى امتلاكه العديد من اجهزة الاستشعار الدقيقة جدا وسرعة وقوة كبيرة يولدّها لاطلاق الاشعة النارية المتفجرة ضخمة وسريعة التوسع، التحق بجمعية الابطال مع سايتاما للحصول على اعتبار رسمي.

## جمعية الابطال
هي منظمة اسسها المليونير آغوني كشكر لانقاذ حفيده ذات مرة من طرف سايتاما (قبل فقدانه لشعره) من سلطعون ضخم، لجلب الابطال وتصنيفهم لتنظيم عمليات الإنقاذ والحماية المدنيين من مختلف كوارث وهجوم وحوش احيانا عبر اتباع مستويات لتصنيف الخطورة، وهذا يعني ان سايتاما هو سبب تكوين هذه الجمعية.

### أبطال المستوى S
تاتسوماكي

و هي فتاة تبلغ من العمر 28 عام لكنها تبدو اصغر من ذلك فتبدو كفتاة مراهقة، وهي فتاة بيضاء البشرة لديه شعر لونه اخضر وعيون خضراء كبيرة، وهي متغطرسة احيانا تتفاخر بكونها بطلة وبقوتها، وهي بطلة من الرتبة اس وفي المرتبة الثانية، وهي قوية جدا اقوى من معظم ابطال الفئة اس ولديها قدرة على رفع الاشياء والطيران وحتى استدعاء نيزك، ويمكنها هزيمة وحش مستوى خطورته تنين بسهولة شديدة، لديها اخت اصغر منها اسمها فوبوكي، وهي تكره سايتاما كونه من الفئة بي وتظنه ضعيفا وهي تلقب بالعاصفة السيئة، وأيضا قوتها مقتبسة من قوة البطل الخارق الشهير غرين.
بلاست 

وهو بطل خارق من الرتبة اس وفي المرتبة الأولى وهو اقوى الابطال في الجمعية، وقوته كبيرة جدا، وهو يرتدي ملابس بطل مشابه لسايتاما، وهو سبب كون تاتسوماكي بطلة.
بانغ ويلقب سيلفر فانغ

و هو عجوز كبير في السن، لكنه قوي وبارع في فنون القتال وهو من جميعة الابطال من الرتبة اس، وقد التقى به سايتاما عندما قام سايتاما بتدمير النيزك وقد كان متعجبا بقوة سايتاما، وأيضا قد شارك فانغ بالقتال ضد قراصنة المادة المظلمة مع بقية الابطال، وقد كون صداقة مع سايتاما ولعب معه لعبة حجر ورقة مقص في الحلقة الخاصة، ومدرب للتلاميذ في الدوجو، ومع ذلك فهو حشرة بالنسبة لسايتاما.
اتوميك ساموراي

و هو بطل من الرتبة اس في المرتبة 4 , وهو ساموراي ويرتدي زي الساموراي، وهو يلبغ من العمر 37 عام وقوته جيدة فهو مقاتل بارع جدا باستخدام السيف وحسب ما قال فانه لايوجد شيء غير قادر على قطعه، وقد شارك في القتال مع بقية الابطال ضد قراصنة المادة المظلمة وكان قويا، ولكنه مغرور رفض التحدث لسايتاما كونه من الرتبة بي واقل منه وهو لا يعرف بأن سايتاما اقوى منه بكثير.
بوفوي 

و هو عالم غريب وبطل من المستوى اس في المرتبة 6 لم يعرف عنه الكثير لكنه يتحكم عن بعد برجل آلي ضخم يلقب الفارس المعدني ويمتلك 6 صواريخ، اراد تفجير نيزك اثناء سقوطه على الأرض بدافع تجربتها لكنها لم تؤثر في نيزك مما استدعى تدخل سايتاما لتفجيره باحدى لكماته القوية
كينغ

و هو رجل شعره أشقر طويل، يحمل ندبة في عينه اليسرى، مصنف في الرتبة اس ومرتبته السابعة، يتخذه البعض كأنه أحد اقوى رجال على الأرض (دون معرفة بوجود سايتاما) بسبب قوته التي تفوق غالبية الابطال، وبعد ظهور الحقيقة الصادمة والتي تبين أنه رجل ضعيف جدا لم يقاتل ولا مرة في حياته بل كانت الوحوش التي تهاجمه يتم القضاء عليها من قبل سايتاما لذلك ظن الناس أنه قوي.
تانكتوب ماستر (السيد القميص) 

و هو رجل ضخم يبلغ وزنه 157 كلغم وطوله 230سم شعره أشقر؛ يمتلك عضلات كبيرة ويرتدي قميص بدون أكمام. يحمل تصنيق مستوى اس في المرتبة 14 . تقاتل مع أحد الوحوش القوية (غارو) قتالا عنيفا بل وأصابه باصابة قوية أيضا لكنه هزم في النهاية.
ميتال بات (المضرب الحديدي) 

و هو شاب ذو عصبية مفرطة يبلغ من العمر 18 عام ويبلغ طوله 167سم ووزنه 67 كلغم، بطل من المستوى اس في المرتبة 15 يحب القتال وخصوصا باستخدام مضربه اشتهر بقتاله القوي مع غارو (نفس الوحش الذي قاتل ماستر) واقترابه من القضاء عليه رغم اصابته الصعب علاجه مما يجعله، قادر عل قتال وحش بمستوى تنين،
السجين بوري بوري

هو رجل يمتلك عضلات كبيرة والبالغ من العمر 33 عام، بطل من الرتبة اس في المرتبة ال17 رغم كونه سجينا، يمتلك لحية خفيفة وشعر عالي، وشذوذ جنسي عالي يخلع ملابسه اثناء القتال، يتميز بتصديه لملك اعماق البحار (أحد الوحوش يصنف بين مستوى الشيطان والتنين) وقتاله له

### ابطال الفئة A و B و C
سويت فيس (الوجه الجميل)

هو شاب وسيم بالغ من العمر 24 عام، وهو يعمل كممثل مشهور وعارض ازياء ودائما ما تحبه الفتيات، يمتلك شعر لون ازرق فاتح وكثيف وطويل قليلا، وهو شخص مغرور أيضا، وهو ينتمي إلى جمعية الابطال من الفئة أي وهو في المرتبة الأولى في هذه الفئة، وهو قوي جدا اقوى من جينوس حيث انه رفض ان يترقى للفئة اس لأنه وصفهم بالضعفاء ويظن نفسه اقوى من سايتاما (رغم ان سايتاما قادر على هزيمته بسهولة), وأيضا يمتلك سويت فيس جانب متوحش منه كما فعل عندما قتل بعض الراهئن من قراصنة المادة المظلمة بوحشية.
ستينغر

هو شاب ذو شعر اسود مرتفع ويبلغ من العمر 24 عام وطوله 184 سم ووزنه 60 كلغم، وهو ينتمي إلى جمعية الابطال من الفئة أي المرتبة 10 , وهو ضعيف يستخدم رمح للقتال، وتم سحقه من قبل ملك البحار بسهولة، وقد كان السجين بوري بوري معجب به.
لاينتغ ماكس

و هو شاب يبلغ من العمر 21 عام، ويمتلك شعر أشقر عالي، ويبلغ طوله 178 سم ووزنه 60 كلغم، وبطل من الفئة أي في المرتبة 17 , ويمتلك ضربة تسمى ركلة الضوء نفذها ضد ملك البحار لكنه هزم بعدها بسهولة شديدة، وقد كان السجين بوري بوري معجب به.
سنيك 

و هي رجل يبلغ من العمر 37 عام وطوله 179 سم ويبلغ وزنه 64 كلغم، وهو بطل من المستوى أي في المرتبة 38 والأخيرة لكنه أصبح في المرتبة 37 بعدها، وهو يلقب بقبضة الأفعى الساحقة، وهو رجل جاد دائما ولا يحب المزاح وقد كان المسؤول عن إعطاء المحاضرات للمبتدئين، وهو دائما يطالب بأحترامه، وقد أراد التخلص من سايتاما لكنه فشل، وهو ضعيف تقريبا لكنه قادر على القتال ضد بعض الخصوم.
فوبوكي 

و هي فتاة تبلغ من العمر 23 عام، وطولها 167سم، وهي بطل من المستوى بي والمرتبة الأولى في المستوى بي، وهي تلقب بعاصفة الجحيم وتقود مجموعة من الأبطال من المستوى بي والأضعف منها وهي الاخت الصغرى لتاتسوماكي، وقوتها مشابه لقوة تاتسوماكي لكن أضعف منها بكثير وهي فوبوكي فتاة قوية نوعا ما.
الدراج مومن

و هو شاب من ابطال المستوى سي في المرتبة الأولى، وهو يرتدي خوذة ويركب دائما على دراجة هوائية، وهو شخص ضعيف جدا لكنه يحب مساعدة الناس، وقد اراد قتال ملك البحار وحاول لكنه هزم بسهولة شديدة، وأيضا هو صديق سايتاما وقد كان الوحيد الذي شكر سايتاما لهزيمة الملك.

## المجرمون
غارو  

و هو شاب بالغ من العمر 18 عام، وطوله 177 سم وهو التلميذ السابق لسيلفر فانغ في الدوجو لكنه دمر الدوجو، وهو يمتلك تسريحه تشبه تسريحة فانغ ويلقب غارو بالإنسان الوحش ، وهو مهوس بالقتال واصطياد الأبطال، وهو يحب القتل ويكره الأبطال، وهو قوي جدا يصنف من أقوى الأشرار إلى جانب بوروس، وهو بارع في فنون القتال وقد تمكن من هزيمة عدد كبير جدا من الأبطال من مختلف المستويات، وهو يمتلك عدد كبير جدا من التقنيات وقد تمكن من التحول الي شيطان وقاتل سايتاما لكنه هزم باللكمة الجادة، وأيضا غارو هو المقصود بالنبوءة التي تقول بأن هناك خصم ند لبوروس في كوكب الأرض حيث أن سايتاما كان أقوى من بوروس بكثير بينما مؤلف ون بنش مان قال بأن غارو وبوروس متقاربان بالقوة، أيضا كلمة غارو باليابانية تعني الذئب الجائع وهذا قد يبدو واضحا من مظهره المشابه للذئب.
سرعة الصوت سونيك 

و هو شاب يبلغ من العمر 25 عام وهو من النينجا، ونحيف ذو وجه انثوي وجسمه يشبه الفتيات، وقد كان الحارس الشخصي لرجل يدعى زينيرو ولكنه أصبح مجرم وأخذ إلى السجن، لكنه هرب بسرعة، وقد تمت هزيمته من قبل سايتاما في أول لقاء لهما، وأيضا صنف سونيك من المجرمين من الفئة اس أي انه بمستوى الابطال اس، وهو قوي ويمتلك سرعة شديدة جدا بسرعة الصوت ولديه ركلة تعرف بركلة شفرة الرياح، وأيضا تقاتل سونيك مع ملك اعماق البحار وكان جيدا في القتال الا ان ملك البحار ازدادت قوته بفضل المطر فهرب سونيك، ويستخدم سونيك اسلحة نينجا ومعدات وسيف، وهو بسمتوى جينوس.
هاميرهيد

و هو أحد المجرمين وقائد عصابة الجنة يبلغ طوله 215 سم وهو رجل ضخم اصلع الشعر يرتدي درعا ضخما، ولدى رأسه قوة كبيرة جدا، وقد تمت هزيمته هو وعصابته من قبل سونيك (عندما كان حارسا شخصيا), وأصبح بعدها يبحث عن عمل، ويصنف من المجرمين من الفئة بي وهو ضعيف وليس قوي.
بانيرو 

هو مجرم من الفئة سي، يغطي وجهه، ظهر في الفصل الخاص في المانغا.

## الاشرار والوحوش
بوروس

بورورس ساما ويعرف عند أتباعه باللورد بوروس، قائد قراصنة المادة المظلمة (قراصنة فضاء)ذو هيئة فضائي ضخم وقوي كان يرتدي درعا قبل ان يتم كسره من طرف سايتاما أثناء مواجهتهما ويمتلك بوروس عين واحدة كبيرة، وقوة ضخمة وكبيرة كافية لهزيمة جميع ابطال المستوى اس بسهولة، بالإضافة إلى اشعة مدمرة واشكال طاقة وانفجارات ضخمة متعددة اقواهم الشكل النيزكي والانفجار النيزكي، وسرعة شديدة في تجديد اعضائه المصابة، تلقى أكثر من لكمة من سايتاما ولم يهزم، لكنه هزم في الاخير باللكمة الجادة وجهها سايتاما له مما أدى إلى هزيمته،
و مستوى خطورته تعدى التنين (اعلى مستويات الخطورة عند الابطال).
ميلزالدغالد

هو وحش ضخم ذو عدة رؤوس وأجنحة يبلغ ارتفاعه 820 سم، أحد اتباع بوروس واقربهم له، له قوة كبيرة تتطلب أكثر من بطلين من الفئة اس لهزيمته والتي كانت بعد نزال طويل وقوي تمكن فيه ابطال من اكشاف نقطة ضعف قدراته في تجديد اعضائه،
و مستوى خطورته هو تنين.

غيروغانشوب

و هو أحد اتباع بوروس وعضو في قراصنة المادة المظلمة، ذو هيئة فضائي على شكل لأخطبوط، ويبلغ طوله 680 سم، يمتلك قوى وهجمات كثيرة ابرزها الثقب الاسود هُزم أثناء نزاله ضد سايتاما
, و مستوى خطورته هو تنين.
ملك أعماق البحار 

, و هو برمائي ضخم ذو طول 400 سم في وضع الطبيعي و 2000 سم بعد تعرضه للماء يحكم بحار السبعة، و قوته كبيرة مع قدرة على تجديد و علاج إصاباته بسرعة، ظهر أثناء غياب سايتاما و حاول نشر الخراب فتصدى له بعض أبطال و هم ستينغر و لايتنغ ماكس و السجين بوري بوري و دراج المومن لكنهم هزموا اثناء قتالهم له إلى انه لم يستطع هزيمة سجين سرعة الصوت سونيك و الذي فاز هذا الأخير قبل أن يزداد حجم برمائي بعد تلقيه للماء نتيجة هبوط المطر فلم يعد سونيك ندا له فهرب بعدها، و بعد قتال اخر مع ابطال المستوى أي و بي و سي، ظهر جينوس محاولا التصدي له بكامل قواه لكنه خسر بعد قتال عنيف اذى إلى تشوه و اتلاف معظم أعضاء جسمه و في الاخير تعرض ملك اعماق البحار لهزيمة ساحقة من سايتاما بلكمة واحدة ثقبت جسده.
كارنيج كابوتو (المجازر كابوتو)

و هو مشروع صمم من قبل الدكتور جينوس (ليس جينوس السايبورغ) في بيت التطور، و هو قوي جدا يمتلك قوة الإنسان الخارقة، و هو ضخم يبلغ ارتفاعه 350 سم لكن بعد اظهار طاقته الكاملة أصبح طوله 850 سم، و قد كان اقوى من جينوس، و تقاتل مع سايتاما في بيت التطور و اخرج قوته و سرعته، لكنه هزم بلكمة واحدة من قبل سايتاما، و مستوى خطورته هو تنين.
ملك الوحوش  

و هو اسد كبير الحجم يبلغ ارتفاعه 700 سم، و يقف على قدميه مثل البشر، مستوى خطورته هو شيطان و هو ثاني اقوى نموذج في بيت التطور بعد كارينج كتبوتو، و هو قوي و قادر على التحول و يمتلك مخالب الاسد و التي يستطيع بها تقطيع المباني بسرعة و سهولة و قد قال عنه الغوريلا المدرعة بأنه قادر على هزيمة جينوس بسهولة لكن هذا غير صحيح، و قد تقاتل مع سايتاما و هزم بسهولة بواسطة اللكمات العادية.
الغوريلا المدرعة 

و هو عبارة عن غوريلا تمتلك جسد سايبورغ و هو ضخم ارتفاعه 310 سم، و هو أحد النماذج من بيت التطور و هو ثالث أقوى نموذج في بيت التطور، مستوى خطورته هو شيطان، و هو يمتلك جسد مدرع قوي، لكنه ضعيف فقد سحق من جينوس بسهولة لكنه لم يقتله فقد تركه حي، و قد فتح محل تاكوياكي جديد مع الدكتور جينوس.
موروغوري 

و هو عملاق كبير جدا لدرجة لاتصدق فقد بلغ طوله 27000 سم و مستوى خطورته هو شيطان رغم أنه قوي جدا لمستوى الشيطان و قد دمر كل من المدينة بي و سي بسهولة، و قد كان في الأصل انسان لكن شقيقه الأكبر حوله لعملاق بفضل جرعة، و قد تعرض لهزيمة ساحقة من سايتاما بلكمة واحدة، و هو مقتبس من انمي هجوم العمالقة.
فاكسين مان (رجل اللقاح)  

وهو وحش ضخم الحجم و طويل جدا و يبلغ طوله الطبيعي 200سم لكن بعد تحوله أصبح طوله 1800 سم و هو قوي جدا مستوى خطورته هو تنين و هو قادر على الطيران و يستخدم كرات الطاقة مثل دراغون بول، و هو يتحول إلى وحش كبير و ضخم و قد أراد قتل البشر لانه يعتبرهم جراثيم و أن الأرض كأن حي، و قد هاجم المدينة أي و دمرها، لكنه تعرض لهزيمة ساحقة من سايتاما بلكمة واحدة قضى عليه، و هو أول شرير يظهر في الأنمي و المانغا، و هو مقتبس من شخصية انمي و مانغا دراغون بول الناميكي بيكولو حيث أنه يشبهه كثيرا غير أن فاكسين مان لونه بنفسجي بينما بيكولو أخضر.
كرابرانت (الرجل السلطان)

و هو رجل اكل الكثير من السلطانات و من ثم أصبح سلطان ضخم مع قدمي انسان، و يبلغ طوله 250 سم، و كان قبل ثلاث سنوات، و قد كان يريد قتل طفل صغير لكن سايتاما منعه (عندما كان يمتلك شعر), رغم ذلك قام بضرب سايتاما بشدة و جعله يطير عاليا و قد نزف سايتاما، لكن تمكن سايتاما بالاخير من هزيمته بالصدفة، و قد كان كرابرانت أول شرير يهزمه سايتاما في حياته، و هو أول (و الوحيد) شرير جعل سايتاما ينزف، مستوى خطورته هو نمر و هو ضعيف جدا.
وحوش اسفل الأرض  

هم مجموعة وحوش ظهروا في حلم سايتاما و قد هاجموه في منزله و دمروا بيته و قد كانوا أقوياء جدا لدرجة انهم جعلوا سايتاما ينزف كثيرا و قد تقاتل معهم بقوة و تغلب عليهم بصعوبة، لكن بعد أن استيقظ سايتاما من حلمه و جدهم موجودين لكنهم كانوا ضعفاء جدا و صغار الحجم ليس كما ظنهم في حلمه.
 ملك اسفل الأرض  

و هو ملك اسفل الأرض و زعيم وحوش اسفل الأرض و قد ظهر أيضا في حلم سايتاما و قد كان عملاق كبير الحجم، و قد كان قويا جدا لدرجة فائقة حيث أن سايتاما كان سعيدا جدا بقتاله فقد يكون اقوى من سايتاما، و هو يستخدم سيوف كبيرة تظهر طاقة بنفسجية اللون، و لكن بعد أن استيقظ سايتاما وجده موجود لكنه كان ضعيف جدا ليس كما رآه سايتاما في حلمه فقضى عليه بثواني .